# Coronavirus
Coronavirus (latin Orthocoronavirinae), forkortet form CoV, er en underfamilie af virus. Underfamilien tilhører familien Coronaviridae, som er en del af ordenen Nidovirales. Coronavirus har det største genom af alle RNA-virus og er 8-10 gange større end poliovirus og har været kendt siden 1930'erne. CoV kan forårsage luftvejsinfektioner hos både fugle og mennesker, leverbetændelse hos mus, mave-/tarminfektion og hjernebetændelse hos grise, samt sygdom hos rotter og kalve. Et stort og potentielt farligt reservoir af coronavirus synes at findes i flagermus. Af de mere end 30 Coronavirusstammer, kan kun syv forårsage sygdom i mennesker, og Coronavirus menes at være årsag til en stor del af alle almindelige forkølelser hos voksne. De er smitsomme primært om vinteren og det tidlige forår.
Flere virus, herunder Coronavirus, kan forårsage sygdomme, der overføres fra dyr til mennesker, de såkaldte zoonoser. Virus som forårsager zoonoser har gennem historien inficeret store befolkningsgrupper. Vi har senest oplevet følgende epidemier med Coronavirus: SARS (2002) og MERS (2012) samt den pandemiske COVID-19 (se også nedenfor og SARS-CoV-2).

## Navn og morfologi
Navnet "coronavirus" stammer fra latin corona og fra græsk κορώνη, der betyder krone eller glorie, som refererer til den karakteristiske måde virusset ses i elektronmikroskop, hvor virus' overfladeproteiner kaldet spike, S eller peplomer ses som en krone eller glorie der ligner solens korona.
CoV er en stor virus, ca. 120 nm i diameter.

## Historisk
Luftvejsinfektion forårsaget af Coronavirus hos mennesker blev første gang rapporteret i 1966 af Hamre og Procknow i USA, og en detaljeret beskrivelse fulgte i 1967. I 1968 vidste man, at luftvejsinfektion ved Coronavirus forekom oftere om vinteren, og med lavere modtagelighed hos børn.

## Biokemi
Coronavirus er virus med en membrankappe, en dobbeltmembran (en. envelope), og et positivt polariseret enkeltstrenget RNA genom (Gruppe IV, +ssRNA, en. positive-sense single-stranded) med et nucleocapsid med helisk symmetri.
Forløbet af faserne af en celleinfektion med coronavirus er beskrevet her.

### RNA
Genomet i coronavirus er mellem 26 og 32 kilobaser, størst af alle RNA-virus. Genomet er både genom og mRNA. For et isolat af 2019-nCoV er det fundet, at genomet er på 29.875 baser med 281 baser henholdsvis 325 baser lange uoversatte sekvenser ved 5'-enden og henholdsvis 3'-enden. De kodende sekvenser fordeler sig på 10-17 gener, som koder for 27-28 proteiner.

### Proteiner
Coronavirus har op til 29 proteiner, deriblandt fire-fem strukturproteiner:

- Spike (også benævnt Spike-protein, S-protein eller peplomer) er overfladeprotein og glycoprotein på 1255-1282 aminosyrer, der danner trimerer og bestemmer værtsspecifiteten og infektiviteten, idet det reagerer med værtens cellulære receptor, “virusfæstneren”: for SARS-Cov-2 og SARS-virus det angiotensin-konverterende enzym-2, ACE-2[16] og for MERS-virus er det sialosider og dipeptidyl peptidase 4 (DPP4/CD26).[17][18][19][20][21] Spike-proteinet er også mål-proteinet for de først-udviklede mRNA-vacciner.[22][23][24] Varianter som B.1.1.7 har signifikante mutationer i spike.[25] Spike-proteinet bærer mange mutationer af betydning for sygdomsudviklingen.[26]
- Envelope (E) er et glycosyleret hylsterprotein med 75-109 aminosyrer[27]

- Membrane (M) er et glycoprotein med 222 aminosyrer
- Nucleocapsid (N) er et fosfoprotein med 419 aminosyrer[28]
- Hemagglutinin esterase (He), se en:hemagglutinin esterase[29]

Nonstrukturelle proteiner kaldet nsp1-nsp16 involveret i replikationen:
- nsp1 (måske beskyttelse mod værtsorganismens immunsystem) [30]
- nsp3, PLpro, protease
- nsp5, Mpro, main protease [31]
- nsp12, RdRp, RNA dependent RNA polymerase [32]
- nsp16 [33]

Desuden andre proteiner, nogle af dem kaldet accessory protein 
- Viroporin (3a/4a)[35][36]
- 3CL-proteinase [37][38]
- Protein 4a
- Proteinerne 3a, 3b, 6, 7a, 7b, 8a, 8b, 9b og 14 (for SARS-virus)[37]

## SARS-CoV-2 eller CoV-2
En ny smitsom type af coronavirus blev opdaget i Wuhan i december 2019. Den nye coronavirus’ formelle navn er SARS-CoV-2 men er ofte forkortet til CoV-2. Den forårsager en potentielt dødelig infektionssygdom kaldet CoViD-19. Spredningen af CoV-2 blev af WHO erklæret for en international sundhedskrise den 30. januar 2020 og i februar 2020 blev CoViD-19 kategoriseret som en mild pandemi. Udviklingen følges nøje.
Symptomerne på COVID-19 sygdommen er influenza-lignende inklusive feber, hoste, åndenød, muskelsmerter og træthed. Infektionen kan resultere i lungebetændelse, akut lungesvigt (ARDS), sepsis, septisk shock og cytokin-storm, som kan medføre døden. For folk med et nedsat immunforsvar kan virusset ramme de nedre luftveje og give lungebetændelse eller bronkitis.
CoV-2 smitteveje og infektionsstadier er beskrevet her. Den molekylære struktur er beskrevet og vist her. De molekylære reaktioner er beskrevet og vist grafisk her.
For at stoppe CoViD-19 pandemien vurderer sundhedsmyndighederne at der kræves global flokimmunitet eller et globalt vaccinationsprogram. Der er pr. 1. maj 2020 op mod 100 tiltag for at lave en vaccine. I slutningen af 2020 var de første mRNA-vacciner klar til brug og der arbejdedes også intenst på at finde lægemidler virksomme mod SARS-CoV-2, se også nedenfor. Dexamethason, der er et immunregulerende lægemiddel, og Remdesivir, der er et bredspektret antiviralt lægemiddel, er i juni 2020 de mest lovende bud på lægemidler.
En bekymrende udvikling skete i efteråret 2020 med smittespredning via mink til mennesker i Nordjylland (se Minksagen) Og i begyndelsen af 2021 rullede anden bølge kraftigt ind over Danmark samtidig med at nye mere smitsomme muterede varianter blev detekteret i mange lande, se også her:
- B1.1.298, Cluster 5, “ΔFVI-spike”, en af fem danske mink-varianter (cluster1-5)
- B1.1.7, “Cluster B117” med oprindelse i Storbritannien [25]
- B1.351, “Cluster B1351” tidligere kaldet Variant 501Y.V2, (501Y.V2), fra Sydafrika [75][76]
- P.1 fra Brasilien [77]
- B1.526 fra USA [78]
- “Pelican”, “Robin” (Robin 1, Robin 2), “Yellowhammer”, ”Bluebird”, ”Quail” og “Mockingbird” fra USA [78]

## De første corona-vacciner
I begyndelsen af december 2020 var der to nye mRNA-vacciner, der afventede tilladelse som COVID-19-vacciner: Tozinameran fra partnerskabet mellem Pfizer og BioNTech og mRNA-1273 fra Moderna. Storbritannien var det første land med at vaccinere mod coronavirus, og i Danmark startede vaccinationen i slutningen af december 2020 med Pfizer-BioNTech-vaccinen.
I begyndelsen af marts 2021 var der i forskellige lande godkendt i alt 12 vacciner til vaccination mod CoViD-19 inkl. både mRNA-vacciner, vektor-vacciner, subunit-vacciner og inaktiverede vacciner.
Forskere på Statens Seruminstitut har fået tilladelse til at teste CoVAXIX, en DNA-vaccine mod coronavirus.
Andre danske forskere er i gang med at udvikle en antigen-vaccine kaldet ABNCoV2.

## Klassifikation
De latinske navne for coronavirus er Orthocoronavirinae eller Coronavirinae.
Coronavirusser tilhører familien Coronaviridae, orden Nidovirales, og domæne Riboviria.
Coronavirusser inddeles i alphacoronavirusser og betacoronavirusser som inficerer pattedyr - og gammacoronavirusser og deltacoronavirusser, som primært inficerer fugle.
Der er syv kendte coronavirus der kan inficere mennesker: HCoV-229E, HCoV-HKU1, HCoV-NL63, HCoV-OC43, MERS-CoV, SARS-CoV og SARS-CoV-2.
- Slægt: Alphacoronavirus;[93] type arter: Alphacoronavirus 1 (TGEV)(Engelske betegnelser overført)
  - Arter:
    - Alphacoronavirus 1
    - human coronavirus HCoV-229E
    - human coronovirus HCoV-NL63
    - Miniopterus bat coronavirus 1
    - Miniopterus bat coronavirus HKU8
    - Porcine epidemic diarrhea virus
    - Rhinolophus bat coronavirus HKU2
    - Scotophilus bat coronavirus 512
    - Canine coronavirus
    - Feline coronavirus
- Slægt Betacoronavirus;[94] type arter: Murine coronavirus (MHV)(Engelske betegnelser overført)
  - Arter:
    - Betacoronavirus 1:
      - Bovine Coronavirus (BCoV)[95]
      - Equin coronavirus (ECoV)[95]
      - Human coronavirus OC43[96]
      - porcine hemagglutinating encephalomyelitis virus

    - Puffinosis coronavirus
    - rat coronavirus
    - Hedgehog coronavirus 1
    - Human coronavirus HKU1
    - Middle East respiratory syndrome-related coronavirus MERS-CoV
    - Murine coronavirus (murine hepatitis virus)
    - Pipistrellus bat coronavirus HKU5
    - Rousettus bat coronavirus HKU9
    - bat severe acute respiratory syndrome coronavirus - bat-SARS-CoV
    - Severe acute respiratory syndrome-related coronavirus (SARS-CoV; se en:SARS coronavirus, jf. SARS
    - SARS-CoV-2; tidligere 2019-nCoV (af engelsk 2019 novel coronavirus))
    - Tylonycteris bat coronavirus HKU4
- Slægt Gammacoronavirus[97] type arter: Avian coronavirus (IBV)(Engelske betegnelser overført)
  - Arter:
    - Avian coronavirus
      - Avian infectious bronchitis virus[98]
      - Infectious bronchitis virus[99]
      - Turkey coronavirus[99]
      - Pheasant coronavirus[99]
      - Duck coronavirus[99]
      - Goose coronavirus[99]
      - Pigeon coronavirus[99]

    - Beluga whale coronavirus SW1
- Slægt Deltacoronavirus; type arter: Bulbul coronavirus HKU11(Engelske betegnelser overført)
  - Arter:
    - Bulbul coronavirus HKU11
    - Porcine coronavirus HKU15

## Senfølger
Udenlandske studier har indikeret at op til 10% af corona-patienter får senfølger, men den første store danske undersøgelse fra maj 2021 lavet med tal fra Statens Serum Institut publiceret i britiske The Lancet Infectious Diseases, tyder på at meget få danskere har fået alvorlige senfølger i det første halve år efter sygdommen. Tallene viser, at omkring 95% af smittede danskere ikke har fået senfølger.

## Andet
Ultraviolet lys, dvs. lys med bølgelængder mellem 200 og 400 nm, kan dræbe virus. Hård ultraviolet lys (såkaldt UVC) (208 til 222 nm) har vist sig at kunne dræbe coronavirus uden at skade mennesker. Der arbejdes i Japan på at lave en LED som kan udsende lys med bølgelængder på 210 nm.[kilde mangler]